# Asalto al Resorts World Manila
El asalto al Resorts World Manila se produjo a la medianoche del 2 de junio de 2017. Un hombre enmascarado irrumpió a disparos en el casino del Resorts World Manila en Pasay (Filipinas) con el fin de robar fichas de casino, posteriormente incendió las instalaciones y se suicidó siete horas después. Durante el tiroteo, se produjo una estampida humana que produjo numerosos heridos y el incendio provocado causó la muerte de 36 personas por inhalación de humo.
Horas después de lo sucedido, el director general de la Policía Nacional Filipina, Ronald dela Rosa, clasificó el asalto como un robo. El presidente de los Estados Unidos Donald Trump calificó el incidente como un atentado terrorista, y según el Servicio de inteligencia estadounidense SITE y la agencia de noticias Amaq, el Estado Islámico se ha atribuido dicho suceso.
Según el jefe de la policía de Manila, Oscar Albayalde, ha desestimado que se trate de un atentado terrorista, ya que las muertes se produjo por inhalación de humo tras haber prendido fuego a las mesas.

## Perpetrador

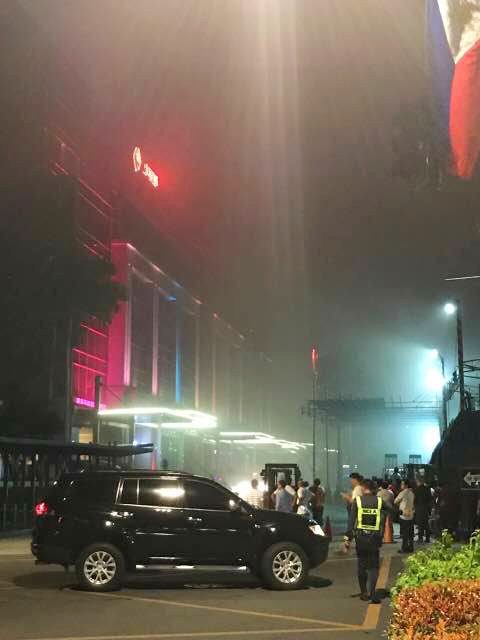
Hotel Resorts World Manila a la derecha después del tiroteo

En un primer momento se desconocía quién fue el perpetrador, que entró en el casino de juego, incendió las mesas de juego, llenó su mochila con fichas de casino, tiroteó otra sala y acto después se alejó y se suicidó.
Estado Islámico emitió un comunicado en el que identificaron al atacante como "el hermano Abu al Jair al Arjabili", en el que aseguraron que "logró infiltrarse con su ametralladora" en el Resorts World Manila. Aunque las autoridades filipinas no le dieron veracidad, descartando que fuera un ataque yihadista, y que el autentico móvil fue el robo al casino.
El perpetrador se introdujo en la habitación 510, se cubrió con una manta, la roció de gasolina y se prendió fuego para así suicidarse. Debido a las quemaduras, su cuerpo quedó irreconocible.
En una conferencia de prensa, el jefe de la policía de Manila, Oscar Albayalde, señaló que el atacante se llamaba Jessie Javier Carlos y tenía 43 años, padre de tres hijos, vivía en Manila y tenía prohibida la entrada a los casinos desde abril a petición de su familia, ya que era ludópata. Además, el sospechoso había sido despedido del Departamento de Finanzas filipino por haber mentido en declaraciones juradas sobre sus deudas y su adicción al juego.

## Reacciones
- — El Gobierno español, a través de un comunicado del Ministerio de Asuntos Exteriores y Cooperación está profundamente consternado y expresa su repulsa por el atentado y su solidaridad hacia Filipinas.[8]